# Carole Karemera
Carole Karemera, (née en 1975 à Bruxelles) est une actrice, danseuse et saxophoniste belge d'origine rwandaise.

## Biographie
Carole Karemera est née en 1975 à Bruxelles, de parents exilés. Formée au Conservatoire royal de musique de Mons puis de Bruxelles où elle obtient les Premiers Prix d'Art dramatique et de Déclamation, elle fait ses classes au théâtre, entre autres dans Les Troyennes d'Euripide, La Femme fantôme de Kay Adshead, Rwanda 94 (de 2000 à 2004), et Anathème, deux spectacles mis en scène par Jacques Delcuvellerie. Elle danse également avec la compagnie Ultima Vez de Wim Vandekeybus. on la retrouve ensuite à la télévision et dans des courts-métrages.
En 2005, elle décide de s'installer dans son pays d’origine. Elle s'investit alors dans des projets culturels, axés sur l’ouverture, l’écoute de l’autre et l’accès à la culture pour tous. Elle joue des pièces interactives dans les bars et dans les rues des villes rwandaises, interrogeant le souvenir du passé pour recréer une histoire commune. Au sein d'un groupe d'artistes, elle met en place une bibliothèque publique et ambulante pour raconter des histoires aux enfants et crée le Ishyo Arts Centre, un centre culturel au cœur de Kigali,. Parallèlement à cet engagement, elle joue dans plusieurs longs-métrages se déroulant en Afrique.

## Filmographie sélective
- 2005 : Quelques jours en avril, téléfilm de Raoul Peck[4]
- 2006 : Juju Factory de Balufu Bakupa-Kanyinda
- 2006 : Si le vent soulève les sables de Marion Hänsel
- 2009 : Black de Pierre Laffargue[5]